# 門司港インターチェンジ
門司港インターチェンジ（もじこうインターチェンジ）は、福岡県北九州市門司区の関門橋（関門自動車道）のインターチェンジである。下関方面との出入口しかないハーフICとなっている。
料金所は関門橋（関門自動車道）本線の高架橋下付近にある。料金所の位置はめかりPAより門司側にあるが、地形上の制約により、高速道路本線へは料金所から和布刈トンネル（対面通行区間、延長630m）を経てめかりPA付近でPAの流入路（オンランプ）と合流する構造となっており（従って料金所から本線合流・分岐点まで1km近く離れている）、門司港ICからめかりPAには入ることができない。
料金所そばの本線上には門司港バスストップが設けられているが、前述のような位置関係にあるため、門司港ICとは別施設として設けられている。
中国自動車道とは別の高速道路であるが、中国自動車道との続き番号である。

## 道路
- E2A 関門橋（38番）

## 接続する道路
- 福岡県道72号黒川白野江東本町線

## 周辺
- 北九州市立港が丘小学校
- 門司港レトロ
- 和布刈公園
- 関門トンネル
- 門司港駅
- 西鉄バス北九州門司自動車営業所
- 田野浦海岸

## 料金所

### 入口
- レーン数：3
  - ETC専用：1
  - ETC/一般:1(時間帯によってはETC専用もしくは一般)
  - 一般：1

### 出口
- レーン数：5
  - ETC専用：1
  - 一般： 2
  - 不明：2

## 隣
E2A 関門橋
(37)下関IC - 壇之浦PA（下り線のみ） - (38)門司港IC /めかりPA（上り線のみ） - (1)門司IC